# Museo del chocolate Valor

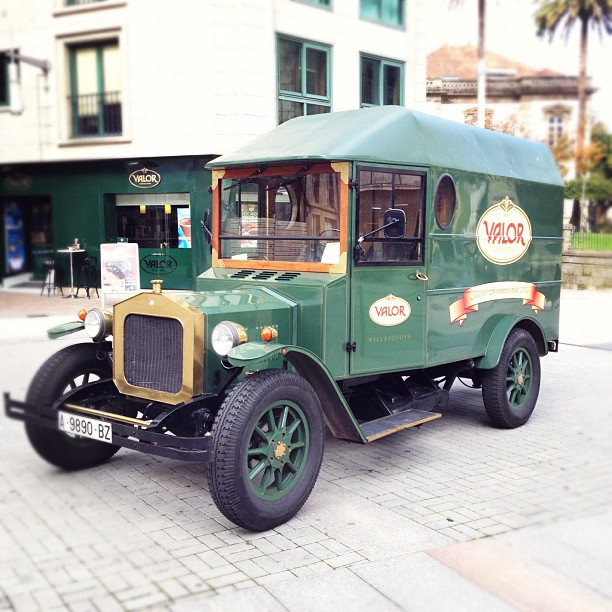

El Museo del Chocolate Valor es un museo temático sobre el chocolate y los procesos de fabricación del mismo y que se encuentra ubicado en los alrededores de  Villajoyosa (Alicante) España. El museo se encuentra unido a las dependencias de la fábrica de chocolates Valor, y permite visitas periódicamente. El museo ofrece en un conjunto de salas en las que muestra como ha evolucionado la fábrica de chocolates en la región, desde sus orígenes en 1882 hasta la actualidad. La fábrica cumplió 125 años en 2006 y para la celebración de la misma, los Príncipes de Asturias visitaron las instalaciones de la fábrica.